# Le campane
Le campane (The Chimes) è un romanzo breve di Charles Dickens, scritto e pubblicato nel 1844.
È il secondo dei cinque racconti di Natale dell'autore, dopo il Canto di Natale (1843) e prima de Il grillo del focolare (1845).

## Trama
Trotty, nomignolo di Toby Veck, è un pover'uomo che per tirare avanti nella sua umile e dignitosa vita consegna posta nelle varie parti della città. Toby si troverà ad affrontare una straordinaria esperienza la notte del 31 dicembre o forse sarebbe meglio definirla un'irrazionale esperienza che lo porterà dapprima al cospetto delle campane della chiesa (ai piedi della quale trascorre le sue giornate, certe volte nella vana attesa che qualche anima pia lo chiami per qualche consegna). Il suo incontro con William Fern e della nipotina Lilian lo cambieranno viaggiando nel passato, presente e futuro ad ogni nuovo tocco di campana. Vedrà la sua condizione di povero, le sue aspettative quando era giovane nel voler mettere su famiglia e come la figlia adorata tiri a campare assieme a lui. Vedrà le condizioni di povertà del pretendente della figlia e di come ella da questo matrimonio non potrà trarre giovamento di condizione sociale, anzi: cadrà ancora più in basso. Infine, Trotty vedrà la povera figlia vecchia e vedova ancora alle prese col lavoro per poter campare e così decide di intervenire ed impedire il matrimonio. Tutto si risolverà nel Quarto, quando Trotty si risveglierà dagli incubi causati da una cattiva digestione di trippa, ravveduto del suo tentativo di impedire le nozze della figlia negli incubi appena avuti perché, anche se in povertà, la cosa più importante che augura a sua figlia è la felicità coniugale, così come l'ha avuta lui con sua moglie dalla quale ha avuto in dono la cara figlia Meg.